# حي ورتا نبدا
حي ورتا نبدا (بالصومالية: Warta Nabada)‏ هي إحدى مقاطعات محافظة بنادر جنوب شرق الصومال، وأحد أكبر أحياء العاصمة مقديشو، ويضم القصر الرئاسي فيلا الصومال ومبنى البرلمان الاتحادي واستاد مقديشو، عُرف حي ورتا نبدا سابقا باسم ورطيغلي (بالصومالية: Wardhigley)‏ واعتمد اسمها الجديد في أبريل 2012

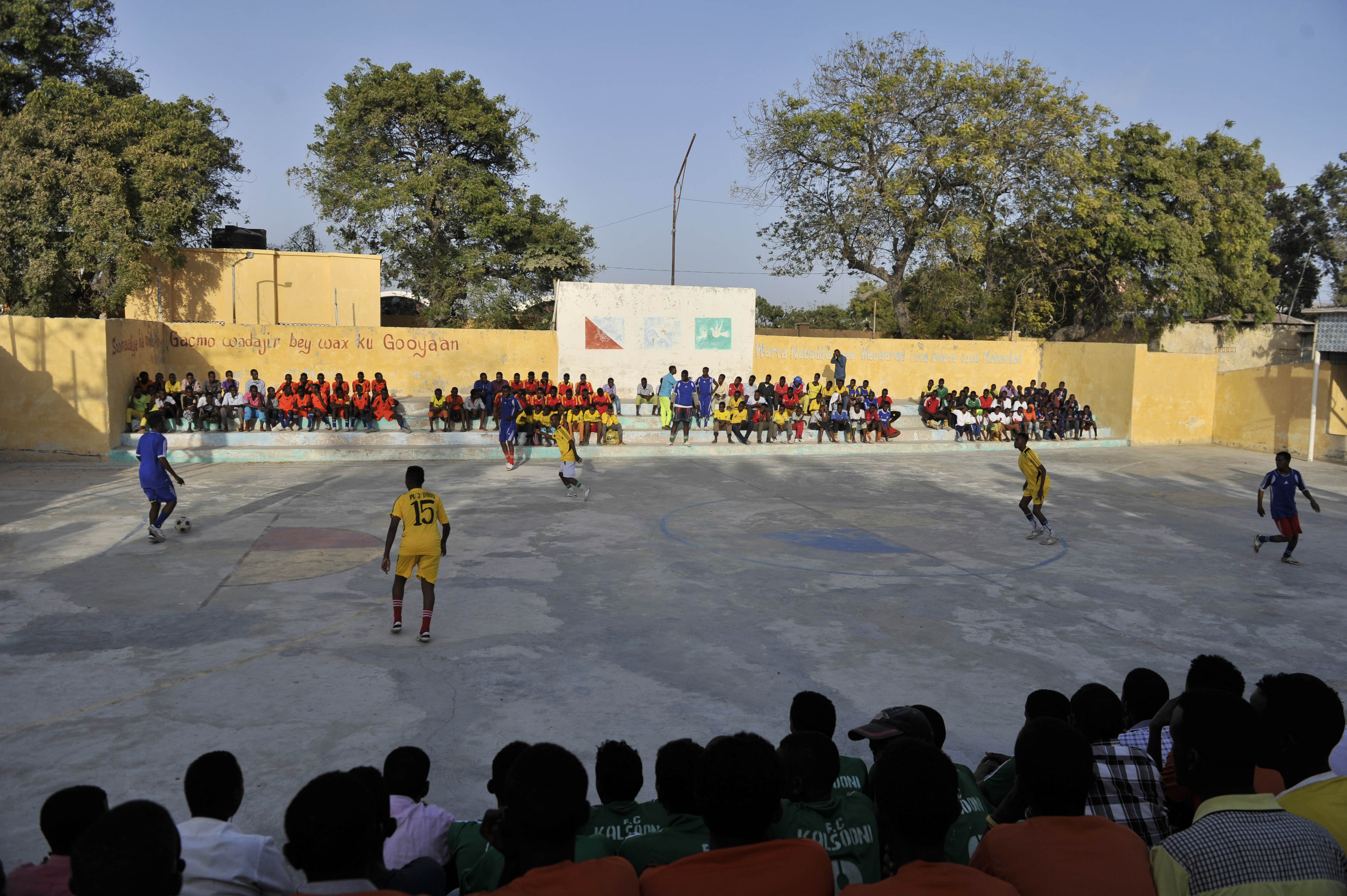
مباراة كرة قدم في حي ورتا نبدا

## روابط خارجية
- مقاطعات الصومال
- الخريطة الإدارية لحي ورتا نبدا